# Charles Chamberland
Charles Édouard Chamberland (Chilly-le-Vignoble, 1851. március 12. – Párizs, 1908. május 2.) francia mikrobiológus. Louis Pasteur munkatársa volt. Nevéhez fűződik az oldatok baktérium mentesítéséhez használt  Chamberland-féle porcelánszűrő és a fertőtlenítésnél alkalmazott autokláv feltalálása.

## Élete
Charles Chamberland a Jura megyei Chilly-le-Vignoble faluban született 1851. március 12-én. Lons-le-Saunier-ben végezte a középiskolát, majd a párizsi Collège Rollin magániskolában tanult tovább matematika szakosként. 1971-ben felvették az École normale supérieure-be, ahol 1785-ben diplomázott fizikából és Nîmes-be küldték középiskolai tanárnak. Korábbi igazgatójának segítségével sikerült egy párizsi állást találnia: visszakerült a École Normale-ba, Louis Pasteur laboratóriumába.
Pasteur ekkoriban vitába keveredett az angol Henry Charlton Bastiannal, aki azt állította, hogy a baktériumok a betegség során, annak következményeképpen jönnek létre, míg Pasteur szerint a mikroorganizmusok mindig kívülről támadják meg az emberi testet és okoznak ott betegséget. Bastian egy kísérlet során kimutatta a sterilizált környezetben keletkező baktériumokat. Chamberland Pasteur megbízásából gondosan megismételte a kísérletet és megállapította, hogy a baktériumok nem pusztultak az a savas fertőtlenítés során, csak ideiglenesen felfüggesztették életfunkcióikat. Azt is felfedezte, hogy a közönséges forralás nem pusztítja el valamennyi mikroorganizmust, voltak amelyek 110 °C, vagy 120 °C-ot is kibírnak. Ráadásul a forralás során az edény levegővel érintkező felületei sem sterilizálódtak, Chamberland kísérletei szerint az egész edényt 180 °C-ra kell hevíteni: így elkészítette az első autoklávot. 

### A baromfikolera és lépfenevakcina kidolgozása

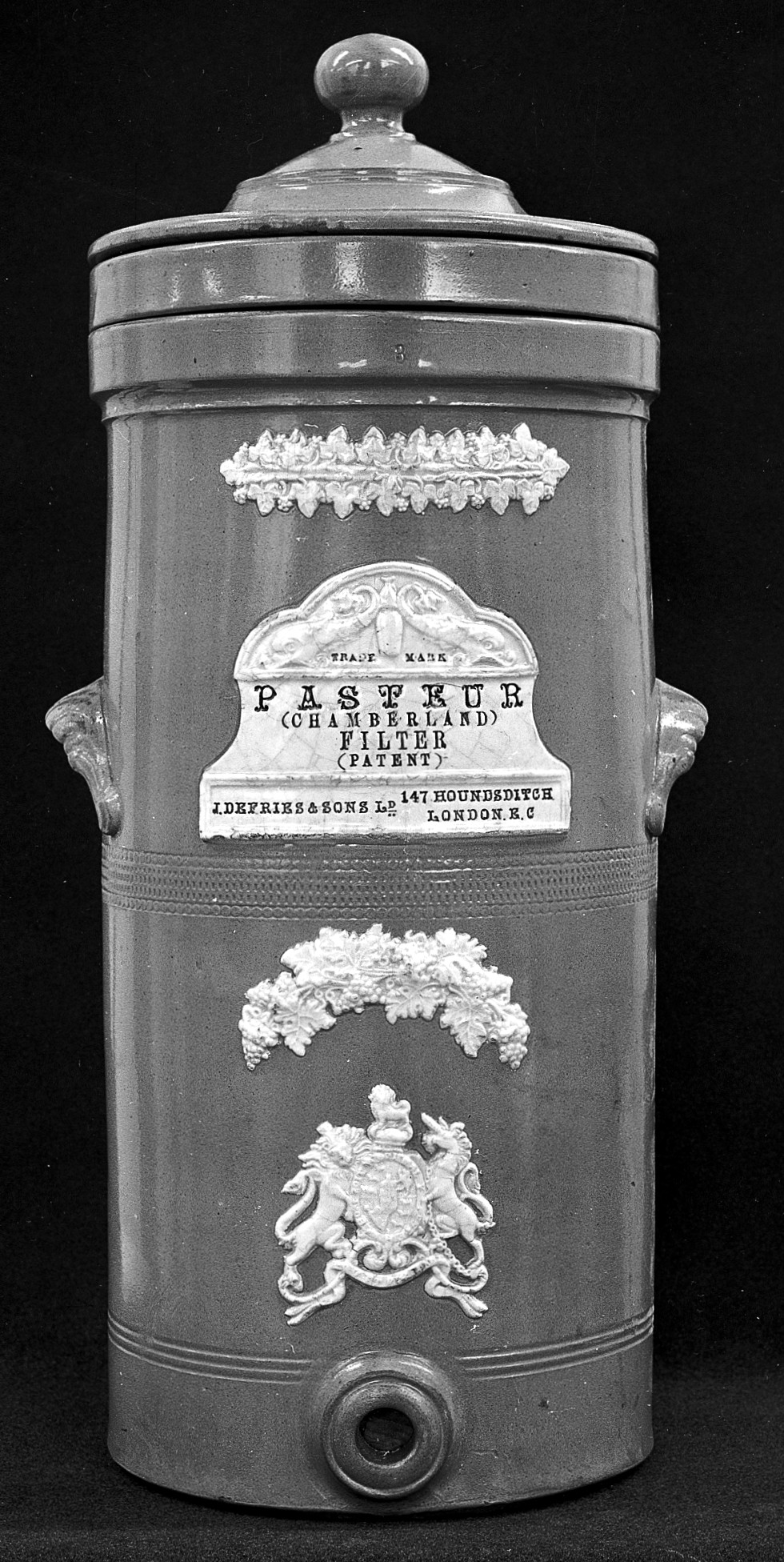
Chamberland vízszűrője

1878-ban Chamberland és Pasteur egy másik asszisztense, Émile Roux megvizsgálták a Chartres-ban kitört lépfenejárványt. Megtalálták a Robert Koch által korábban felfedezett kórokozót, a Bacillus anthracist és felfedezték, hogy a kórokozó spóráit a földigiliszták terjesztik. Párizsba való visszatérésük után a baromfikolerát tanulmányozták, Pasteur az ismert himlőoltáshoz hasonló vakcinát szeretett volna előállítani, de valamennyi kísérleti csirke elpusztult. Pasteur elutazott és Chamberland-ra bízta a kísérlet folytatását, azonban ő is vakációra ment és a fertőző vérmintákat csak egy hónapos késéssel injekciózta az állatokba, amelyek megbetegedtek, de utána felgyógyultak. Chamberland már ki akarta dobni a vérmintát, de Pasteur rájött, hogy a kórokozó a tárolás során legyengült és a túlélő csirkék már immunisak a kolerával szemben. A módszert később a lépfene elleni vakcina előállítása során is alkalmazták, Chamberland készítette az oltóanyagot, Roux pedig százával injekciózta a juhokat és sikerült megállítaniuk a rettegett járványt. Ezért a tettért Pasteur a Becsületrend nagykeresztjét, Chamberland és Roux pedig a lovagi fokozatát kapta.
Az 1870-es évek közepéig Pasteur úgy vélte, hogy a betegségcsírák elsősorban a levegő útján terjednek, de később kiderült, hogy az egészen tisztának vélt víz is tartalmazhat baktériumokat. Eltávolításukra desztillálást vagy téglán, kerámián való átszűrést alkalmaztak. 1884-ben Chamberland szabadalmaztatott egy kisebb pórusú porcelánszűrőt, ami garantáltan megfogta valamennyi mikroorganizmust és a vízcsapra erősítve akár a háztartásokban is használni lehetett a csíramentes víz előállítására. Találmánya rendkívül hasznosnak bizonyult az ebben az évben kitört tífuszjárvány leküzdésében. 

### Későbbi pályafutása

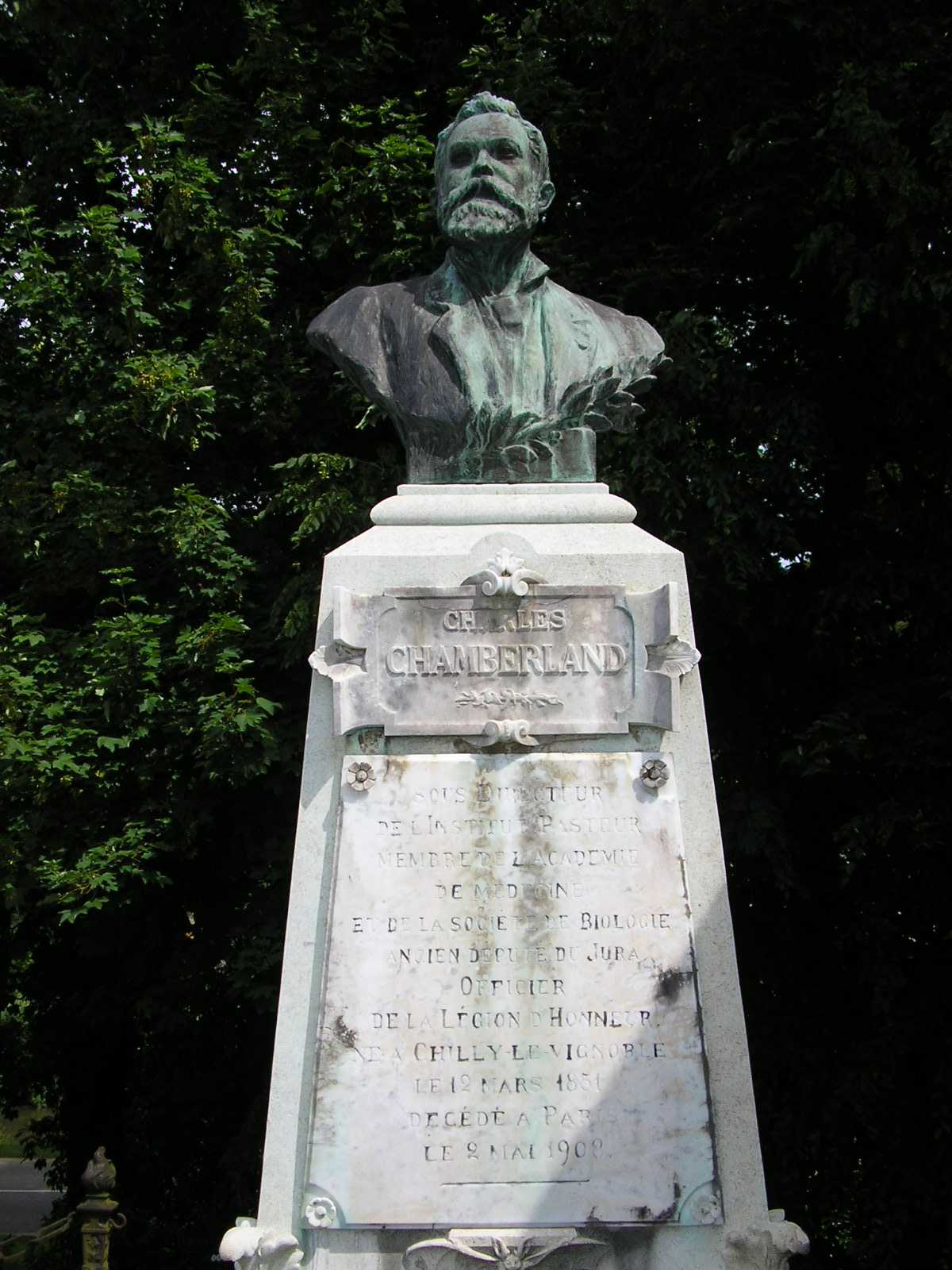
Chamberland sírja szülőfalujában

1879 és 1888 között Chamberland volt Pasteur laboratóriumának igazgatóhelyettese. Részt vett a mezőgazdaságot sújtó járványok elleni oltóanyagok kidolgozásában és tömeges gyártásában, amihez végül külön laboratóriumot is építettek. Becslések szerint vakcináikkal 5 millió franknyi elhullást előztek meg. 1883-ban Chamberland-t a Biológiai Társaság tiszteletbeli tagja lett. 1885-ben a republikánus párt képviselőjévé választották; a parlamentben elsősorban közegészségügyi kérdésekkel és a gyerekek beoltásának kötelezővé tételével foglalkozott. 1887-ben beválasztották szülőfaluja tanácsába, később pedig a polgármesterségig is eljutott. A Pasteur Intézet megalapítása után Chamberland az alkalmazott bakteriológiai részleg, egy egész szárny irányítását kapta meg. Pasteur 1895-ös halála után Roux-val együtt igazgatóhelyettes lett, majd kilenc évvel később, az igazgató Émile Duclaux halála után az Intézet közös irányításuk alá került.
Charles Chamberland 1908. május 2-án halt meg Párizsban, 57 évesen.